# سرقان سفلی
سرقان سفلی نام روستایی است در دهستان شاخن از توابع بخش مرکزی شهرستان بیرجند، واقع در استان خراسان جنوبی  که بر پایه سرشماری عمومی نفوس و مسکن در سال ۱۳۸۵ جمعیت آن ۵۳ نفر (در ۱۶ خانوار)  و طبق سرشماری عمومی نفوس و مسکن در سال ۱۳۹۵ جمعیت آن ۲۱ نفر (در ۸ خانوار) بوده‌است.